# Olesicampe lata
Olesicampe lata är en stekelart som först beskrevs av Henry Lorenz Viereck 1925.  Olesicampe lata ingår i släktet Olesicampe och familjen brokparasitsteklar. Inga underarter finns listade i Catalogue of Life.